# Томас Гейнзбъро
Томас Гейнзбъроу (на английски: Thomas Gainsborough) е английски художник, един от основоположниците на английската национална школа. Наред със своя съперник сър Джошуа Рейнолдс е поставян сред най-важните британски художници от втората половина на 18. век. Рисува бързо, а творбите от зрелия му период се отличават с лека палитра и леки щрихи. Въпреки че е плодовит портретист, Гейнсбъро получава по-голямо удовлетворение от пейзажите си. Смятан е (заедно с Ричард Уилсън) за създател на британската пейзажна школа от 18. век. Гейнсбъро е един от основателите на Кралската академия.

## Биография
Роден е през 1727 година в Съдбъри, графство Съфолк и израства в мелница. Баща му е собственик на фабрика за вълна. Той не се противопоставя на влечението на Томас и го изпраща в Лондон да учи живопис, когато е на 13 години. Там Томас попада в средата на Юбер-Франсоа Гравло – моден по това време френски художник, който се занимава с графики, илюстрира книги и е почитател на Антоан Вато.
След Лондон, Томас Гейнзбъро се завръща в Съдъбъри, оженва се на деветнадесет години. Около 1750 г. семейството се преселва в Ипсуич. Има две дъщери – Мери и Маргарет. По-голямата, Мери, се омъжва несполучливо и след смъртта на майката, двете сестри заживяват заедно. Гейнзбъро обича музиката и свири на няколко инструмента: цигулка, пиано, виолончело.
По-късно, заедно със семейството си, се преселва в Бат, който е един от важните центрове на художествения живот в Англия. Там Томас е силно повлиян от творчеството на Ван Дайк. Така, през 1770 г. той рисува един портрет в този стил. Става дума за „Момчето в синьо“, емблематичното за английския художник произведение.
През 1774 г. Гейнзбъро се преселва в Лондон, където умира на 2 август 1788 г.
- Момчето в синьо
- Госпожа Сара Сидънс
- Дъщеря му Мери

## Картини
- Класически пейзаж, около 1740 г., М.Б., пл.,42,5 х 54,3 см., Национална галерия, Лондон.
- Чартър хаус (Дом „майка и дете“), 1748 г., М.Б., пл., Национална галерия, Лондон.
- Река с църква, крави и фигури, 1750-1755 г., М.Б., пл., 77,5 х 102,5 см., Музей Меншън, Ипсуич.
- Корнардската гора, 1748 г., М.Б., пл., 122 х 152,5 см., Национална галерия, Лондон.
- Сцена край реката с фигури, около 1750 г., М.Б., пл., 92,5 х 122,5 см., Музей на изкуствата, Сент Луис.
- Изглед от Дедъм, около 1750 г., М.Б., пл., 62,5 х 77 см., Галерия Тейт, Лондон.
- Господин и госпожа Робърт Ендрюс, около 1748 г., М.Б., пл., 70,5 х 119,5 см., Национална галерия, Лондон.
- Хинидж Лойд и неговата сестра, 1750-1752 г., М.Б., пл., 63,6 х 80 см., Музей Фицуйлям, Кембридж.
- Дъщерите на художника, около 1750 г., М.Б., пл., 75 х 62,5 см., Национална галерия, Лондон.
- Художникът (Автопортрет), 1754 г., М.Б., пл., 57,5 х 40 см., частна сбирка на маркиза Чъмпли.
- Филип Тикнес, около 1750 г., М.Б., пл., 62,5 х 75 см., Градска художествена галерия, Сент Луис.
- П.Д.Мюлман, Крокет и Кийбъл, около 1750 г., М.Б., пл., 75 х 62,5 см., частна сбирка, Лондон.
- Госпожа Филип Тикнес, 1760 г., М.Б., пл., 195 х 132,5 см., Музей на изкуствата, Синсинати.
- Контеса Мери Хоу, 1765 г., М.Б., пл., 243 х 152,5 см., частна сбирка, Кенууд.
- Госпожица Линдли и брат ѝ, около 1768 г., М.Б., пл., частна сбирка, Лондон.
- Момчето в синьо, около 1770 г., М.Б., пл., 178 х 122 см., Галерия Хънтингтън, Сан Марино, Калифорния.
- Госпожа Сара Сидънс, 1783-1785 г., М.Б., пл.,125 х 100 см., Национална галерия, Лондон.
- Пейзаж с фигури, 1769 г., М.Б., пл., 100 х 125 см., частна сбирка на граф Крофорд и Болкар.
- Барон Едуард Лигониер, 1770 г., М.Б., пл., 94 х 62 см., Галерия Хънтингтън, Сан Марино, Калифорния.
- Селяни отиват на пазар, около 1769 г., М.Б., пл., 48 х 58 см., Кралски колеж „Холоуей“, Егълфийлд Грийн.
- Селска каруца, около 1767 г., М.Б., пл., 117,5 х 142,5 см., Барбър институт и университета, Бирмингам.
- Госпожа Мери Греъм, 1777 г., М.Б., пл., 236 х 152 см., Национална галерия на Шотландия, Единбург.
- Почивка, краят на 60-те г. на 18 век, М.Б., пл., 117,5 х 145 см., галерия Уилям Рокхийл Нелсън, Канзас.
- Госпожа Шеридън, около 1785 г., М.Б., пл., 218 х 149 см., Национална галерия, Вашингтон.
- Херцогиня Бофор, около 1770 г., М.Б., пл., 233 х 153,5 см., Национална галерия, Лондон.
- Господин и госпожа Уийлям Холиът (Утринна разходка), 1785 г., М.Б., пл., 93 х 70 см., Национална галерия, Лондон.
- В парка, 1783 г., М.Б., пл. 236 х 178 см., Колекция на Хенри Фрик, Ню Йорк.
- Пазарска каруца, 1783-1785 г., М.Б., пл., Галерия Тейт, Лондон.
- Госпожа Бачели, 1782 г., М.Б., пл., Галерия Тейт, Лондон.
- Вратата на хижата, 1780 г., М.Б., пл., 147,5 х 119,5 см., Галерия Хънтингтън, Сан Марино, Калифорния.
- Джон и Хенри Труман, 1783 г., М.Б., пл., 152,5 х 127,5 см., частна сбирка, Ню Йорк.
- Селско момиче с куче и стомна, 1785 г., М.Б., пл., 174 х 124,5 см., частна сбирка, Англия.
- Момиче с прасета, около 1782 г., М.Б., пл., 125 х 147,5 см.

## За него
- Румяна Савова-Касабова, Гейнзбъро, изд. Български художник, 1981, 64 стр. с 33 репродукции